# 林軏
林軏（1508年—？），字濟遠，四川成都左護衛中所人，總旗籍，明朝政治人物。

## 生平
嘉靖十九年（1540年）庚子科四川鄉試第四十四名舉人。嘉靖二十三年（1544年）中式甲辰科會試第二百二十二名，登第三甲第一百八十一名進士。

## 家族
曾祖林寬，壽官；祖父林景元；父林森，母韩氏。永感下。